# Лайош Віраг
Лайош Віраг (угор. Lajos Virág; нар. 27 червня 1977, Егер, медьє Гевеш, Північна Угорщина) — угорський борець греко-римського стилю, срібний призер чемпіонату світу, учасник двох Олімпійських ігор.

## Життєпис
Боротьбою почав займатися з 1985 року. У 2002 році став срібним призером чемпіонату світу серед студентів.
Виступав за борцівський клуб «Vasas» Будапешт. З 2002 року тренується в Єне Боді.
На змаганнях найвищого рівня (чемпіонатх світу, Європи та Олімпійських іграх), зазвичай, вище 8-го місця не підіймався, за винятком домашнього чемпіонату світу 2005 року в Будапешті, де вийшов до фіналу, здобувши перемогу над Джастіном Руїсом зі США. Втім, у фіналі зазнав поразки від іранського борця Гамзи Єрлікая.

## Спортивні результати на міжнародних змаганнях

### Виступи на Олімпіадах
| Змагання                    | Збірна   | Вагова категорія                 | Місце |
| --------------------------- | -------- | -------------------------------- | ----- |
| Літні Олімпійські ігри 2004 | Угорщина | греко-римська боротьба, до 96 кг | 9     |
| Літні Олімпійські ігри 2008 | Угорщина | греко-римська боротьба, до 96 кг | 16    |

### Виступи на Чемпіонатах світу
| Змагання                        | Збірна   | Вагова категорія                 | Місце  |
| ------------------------------- | -------- | -------------------------------- | ------ |
| Чемпіонат світу з боротьби 2003 | Угорщина | греко-римська боротьба, до 96 кг | 9      |
| Чемпіонат світу з боротьби 2005 | Угорщина | греко-римська боротьба, до 96 кг | Срібло |
| Чемпіонат світу з боротьби 2006 | Угорщина | греко-римська боротьба, до 96 кг | 8      |

### Виступи на Чемпіонатах Європи
| Змагання                         | Збірна   | Вагова категорія                 | Місце |
| -------------------------------- | -------- | -------------------------------- | ----- |
| Чемпіонат Європи з боротьби 2002 | Угорщина | греко-римська боротьба, до 96 кг | 9     |
| Чемпіонат Європи з боротьби 2003 | Угорщина | греко-римська боротьба, до 96 кг | 10    |
| Чемпіонат Європи з боротьби 2005 | Угорщина | греко-римська боротьба, до 96 кг | 17    |

### Виступи на інших змаганнях
| Змагання                                                         | Збірна   | Вагова категорія                 | Місце  |
| ---------------------------------------------------------------- | -------- | -------------------------------- | ------ |
| Олімпійський кваліфікаційний турнір з боротьби 2000 (Ташкент)    | Угорщина | греко-римська боротьба, до 85 кг | 5      |
| Чемпіонат світу з боротьби серед студентів 2000                  | Угорщина | греко-римська боротьба, до 85 кг | 5      |
| Чемпіонат світу з боротьби серед студентів 2002                  | Угорщина | греко-римська боротьба, до 96 кг | Срібло |
| Олімпійський кваліфікаційний турнір з боротьби 2008 (Роме-Остія) | Угорщина | греко-римська боротьба, до 96 кг | Срібло |
| Золотий Гран-прі з боротьби 2008                                 | Угорщина | греко-римська боротьба, до 96 кг | Золото |

### Виступи на змаганнях молодших вікових груп
| Змагання                                       | Збірна   | Вагова категорія                 | Місце |
| ---------------------------------------------- | -------- | -------------------------------- | ----- |
| Чемпіонат Європи з боротьби серед юніорів 1995 | Угорщина | греко-римська боротьба, до 81 кг | 12    |